# ソニック&テイルス2
『ソニック&テイルス2』（ソニック アンド テイルス ツー）は、セガ・エンタープライゼスが1994年11月11日に発売したゲームギア用のアクションゲーム。
『ソニックアドベンチャーDX』（ゲームキューブ）や『ソニック ジェムズ コレクション』（PlayStation 2、ゲームキューブ）に収録されている。また、ニンテンドー3DSのバーチャルコンソールソフトとして2012年3月14日から配信開始されている。

## システム
最初に「ソニック」と「テイルス」からプレイキャラクターをどちらか選択できるが、1度選択すると、途中で変更することはできない。キャラクターにより以下の特徴がある。
- ソニック - スピード重視なので、爽快感を味わえる。
- テイルス - ヘリテイルで高い所まで行けるため、ステージをじっくり探索できる。

### 基本アクション
ストライクダッシュ
ソニック専用アクション。スピンダッシュと似ているが、走り出した瞬間にのみ一瞬だけ無敵になって、目の前の敵や仕掛けを走り抜くことができる。
ヘリテイル
テイルス専用アクション。一定時間空を飛ぶことができ、ソニックでは行けない高い場所へ移動することができる。

### アイテムアクション
特定のアイテムボックスを取ることで行えるアクション。
ホッピング
前作から引き続き登場。跳ねながら移動できる。
スノーボード
雪上を滑る。
スクリューシューズ
ソニック専用アイテム。一定時間息継ぎなしで水中を移動できる。
ハイスピードヘリテイル
テイルス専用アイテム。ヘリテイルと同じだが、一定時間高速で空を飛ぶことができるアクションになっている。
ロケットシューズ
前作から引き続き登場したソニック専用アイテム。一定時間高速で空を飛ぶ。

## ステージ
各ゾーンとも3アクトあり、ACT1とACT2は通常ステージ、ACT3はボスステージとなっている。
ZONE1　GREAT TURQUOISE（グレートターコイズ）
　初代ソニックのグリーンヒルを意識した草原ステージ。
　ボス： タータ＝タルトル
ZONE2　SUNSET PARK（サンセットパーク）
　夕日をバックにした鉄道ステージ。
　ボス： マーベ＝シュポポラス号
ZONE3　META JUNGLIRA（メタジャングリラ）
　鬱蒼としたジャングルステージ。底なしの沼がある。
　ボス： ウッド゠ブッタルンドルフ
ZONE4　ROBOTNIK WINTER（ロボトニックウインター）
　雪山ステージ。ステージBGMにソニックCDのOPの一節が使われている。
　ボス： ギガトーマス “ペン”
ZONE5　TIDAL PLANT（タイダルプラント）
　水中ステージ。テイルスのみ操作可能な潜水艇が登場する。
　ボス： ナックルズ
ZONE6　ATOMIC DESTROYER（アトミックデストロイヤー）
　宇宙を意識したステージ。エッグマンの海底基地。
　ボス： メタルソニック / エッグマン

### スペシャルステージ
各ゾーンのACT1とACT2それぞれにワープゲートのボックスが設置されており、リングを50個以上持っている状態でワープゲートを取るとスペシャルステージへ行ける。前作はソニックのみ挑戦可能だったが、今作はテイルスも挑戦可能になり、どちらでもスペシャルステージに挑戦できるようになった。
スペシャルステージは2Dステージと3Dステージがあり、それぞれ以下の条件をクリアするとカオスエメラルドを1個入手できる。
- 2Dステージ - 制限時間内にボス（ファング・ザ・スナイパー）の所にたどり着き、倒す。
- 3Dステージ - リングを目標枚数集め、ファングを倒す。

カオスエメラルドを1個入手するとコンティニューが1回増えるようになり、ドクター・エッグマンの持っているカオスエメラルド1個を除いて、これを5個全部集めた状態で最終ゾーンをクリアすると真のエンディングを見ることが出来る。

## 備考

### キャラクター
- ナックルズとメタルソニックが敵キャラとして登場している。
- オオカミとトビネズミのハーフであるファング・ザ・スナイパーというキャラクターが初登場した。カオスエメラルドがあるスペシャルステージでボス的役割を担っている。[2]